# إليزابيت جروبه
إليزابيت جروبه (بالألمانية: Elisabeth Grube) (ولدت في نيتفن القريبة من زيجن في أكتوبر 1803- ماتت في دوسلدورف في أبريل 1871) هي شاعرة وكاتبة مسرحية ألمانية.

## حياتها
تزوجت إليزابيت بفريدريش فلهلم جروبه, الذي كان يعمل مدرسا، وأنجبت منه ثلاثة أبناء وبنتين. وأثناء الحرب الألمانية الفرنسية، كانت تمرض الجرحى في المستشفيات العسكرية. وأثناء سنوات المجاعة من عام 1840 حتى عام 1847, التي عرفت باسم سنوات الجوع، شاركت في مساعدة المحتاجين والفقراء، وساهمت في تأسيس «مؤسسة الحساء».

## أدبها
كتبت إليزابيت جروبه الشعر والمسرحيات التاريخية. وكذلك كتبت في أدب الرحلات.

## أعمالها
1. قصائد وقصص 1841
2. إكليل الأغنيات 1842
3. قصائد 1857
4. يعقوب من بادن 1862
5. مسرحيات 1864

## مواقع خارجية
- http://www.phil-fak.uni-duesseldorf.de/frauenarchiv/ddorf/wohnorte/grube.html
- https://web.archive.org/web/20070927215447/http://www.duesseldorferjonges.de/sz/xmlxsl.php?xml=Grube.xml&xsl=sz.xsl